# Коу, Натан
Ната́н Ко́у (англ. Nathan Coe; 1 июня 1984, Брисбен, Австралия) — австралийский футболист, вратарь. Выступал в национальной сборной Австралии.

## Карьера

### Клубная
Начинал свою карьеру в австралийских клубах. В январе 2002 года перебрался в миланский «Интернационале», однако за основную команду так и не сыграл, выступая в основном за юниорскую команду. В июле 2004 года по свободному трансферу перешёл в голландский «ПСВ», в составе которого в 2006 году стал чемпионом Нидерландов. В начале 2007 года перебрался в Копенгаген. На одной из тренировок получил травму мениска и в феврале ему была сделана операция. В мае он восстановился от травмы и приступил к тренировкам в общей группе. В этом году Копенгаген стал чемпионом и получил право выступать в еврокубках. Первый матч за клуб сыграл 15 сентября с «Хорсенсом», заменив травмированного Йеспера Кристиансена. В марте 2009 года был отдан в аренду шведскому клубу «Эргрюте», за который дебютировал 13 апреля в матче «Мальмё», пропустив в этой встрече 3 мяча. По возвращении из аренды в августе подписал контракт с другим клубом датской суперлиги «Раннерсом». Редко попадая в основной состав, через год Натан был обменян на вратаря «Сённерйюска» Давида Оустеда. За новый клуб дебютировал 18 июля в игре со своей бывшей командой «Копенгагеном». В ней Коу пропустил три гола, а встреча завершилась со счётом 1:3.
2012 году Коу вернулся в Австралию, подписал контракт с «Мельбурн Виктори» на 3 года. Он дебютировал за команду против «Ньюкасл Джетс», матч закончился победой клуба со счётом 2:1

### В сборной
В составе юношеской сборной Австралии принимал участие в чемпионате мира среди юношей не старше 17 лет 2001 года, проходившем в Тринидаде и Тобаго. Австралийцы дошли до четвертьфинала, где уступили сборной Нигерии со счётом 1:5. В 2003 году выступал за Австралию на молодёжном чемпионате мира в Объединённых Арабских Эмиратах. Сборная Австралии вышла с первого места в группе в 1/16 финала, где уступила 0:1 хозяевам — сборной ОАЭ.
В национальную сборную вызывается с 2007 года. Первый вызов получил на матч со сборной Нигерии 19 ноября 2007 года, но всю игру провёл на скамейке запасных. Дебютировал же за сборную Австралии 5 января 2011 года в товарищеской игре с Объединёнными Арабскими Эмиратами, выйдя на поле после перерыва вместо Брэда Джонса. На Кубке Азии, проходившем в Катаре, присутствовал в заявке сборной, однако на турнире так и не сыграл. Австралия добралась до финала, где уступила в дополнительное время сборной Японии со счетом 0:1.

## Достижения
- Чемпион Нидерландов: 2005/06
- Чемпион Дании: 2006/07
- Бронзовый призёр чемпионата Дании: 2007/08
- Серебряный призёр Кубка Азии: 2011

## Матчи за сборную
| # | Дата          | Место                                | Соперник       | Результат | Турнир            |
| - | ------------- | ------------------------------------ | -------------- | --------- | ----------------- |
| 1 | 5 января 2011 | «Шейх Халифа», Эль-Айн, ОАЭ          | ОАЭ            | 0:0       | Товарищеский матч |
| 2 | 5 июня 2011   | «Аделаида-Овал», Аделаида, Австралия | Новая Зеландия | 3:0       | Товарищеский матч |